# 219 (tal)
219 är det naturliga talet som följer 218 och som följs av 220.

## Inom vetenskapen
- 219 Thusnelda, en asteroid.

## Inom matematiken
- 219 är ett udda tal.
- 219 är ett semiprimtal
- 219 är ett Ulamtal.
- 219 är det minsta talet som kan skrivas som summan av fyra positiva kuber på två olika sätt